# Sven Lundkvist
Sven Lundkvist (ur. 1927, zm. 2017) – szwedzki historyk, członek zagraniczny Polskiej Akademii Nauk od 1994 roku. Profesor w Szwedzkim Archiwum Państwowym.